# Коцебу, Август фон
А́вгуст Фри́дрих Фе́рдинанд фон Коцебу́ (нем. August Friedrich Ferdinand von Kotzebue; 3 мая 1761[…], Веймар — 23 марта 1819[…], Мангейм) — немецкий драматург и романист, поэт, переводчик, адвокат, газетный агент на русской службе в Остзейском крае (издавал в Берлине ряд газет, где проводил прорусскую пропаганду); потом в Германии, был директором придворного театра в Вене и написал ряд драм, завоевавших популярность благодаря сценичности и пониманию вкусов толпы. В своё время он был даже популярнее Гёте или Шиллера. Имел чин надворного советника в Российской империи. Отец русского мореплавателя О. Е. Коцебу.

## Биография
Август Фридрих Фердинанд фон Коцебу родился 3 мая 1761 года в городе Веймар, столице Герцогства Саксен-Веймар.
В 1763 году лишился отца  и получил воспитание под руководством матери. Учился в Веймарской гимназии, где среди учителей был его дядя Музеус, писатель, обращавший особенное внимание на развитие в своих учениках способности к самостоятельному творчеству.
В 1777 году поступил в Йенский университет, где изучал латинский и греческий языки и поэзию; участвовал в спектаклях общества артистов-любителей, исполняя, ввиду своей молодости, женские роли «ingenues». Сочинял стихи и в 1777 году его стихотворение «Ralph und Guido» было напечатано в издании Виланда «Der deutsche Mercur». Пробыв год в Йенском университете, Коцебу перешёл в другой университет, в Дуйсбурге, где тотчас же составил любительскую труппу и начал давать спектакли в католическом монастыре, так как протестантское население отказалось дать помещение для такого дела. В 1779 году Коцебу возвратился в Йенский университет, и продолжил здесь своё юридическое образование. Сдав окончательный экзамен, он вернулся в Веймар и занялся адвокатурой.

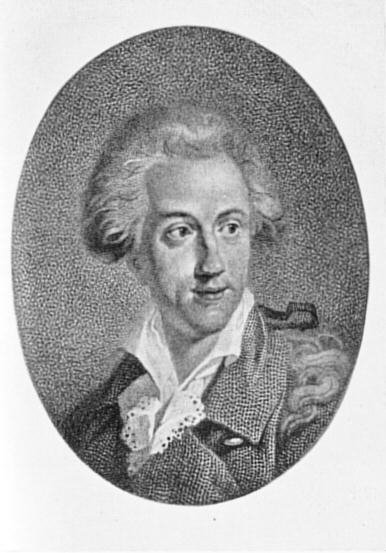
Август фон Коцебу

Осенью 1781 года, по указанию прусского посланника при русском дворе, он отправился в Санкт-Петербург, был секретарём генерала Ф. Бауэра и стал его помощником по дирекции существовавшего в Петербурге немецкого театра, для которого написал несколько пьес. В 1783 году, после смерти Ф. Бауэра перешёл на службу в Остзейский край асессором апелляционного суда. В 1785 году назначен президентом Ревельского магистрата. В 1786 году основал для Эстляндии и Лифляндии ежемесячное издание, просуществовавшее, впрочем, только год: «Für Geist und Herz. Eine Monatsschrift für die nordischen Gegenden, Reval, 1786». В 1790 году отправился на воды в Пирмонт, а затем в Веймар, где его ждала жена, которая вскоре умерла при родах.
В Пирмонте Коцебу познакомился с доктором фон Циммерманом, корреспондентом Екатерины II и противником господствовавшей в Германии партии Aufklärung. Бардт, основатель общества, известного под именем «Двадцати двух» или «Германского союза» и имевшего задачей пропаганду философских идей, противником которых был Циммерман, написал про Циммермана брошюру «Mit dem Herrn Zimmermann deutsch gesprochen von D. C. F. Bahrdt». Коцебу, прочитав брошюру, решил отомстить за Циммермана и издал памфлет, в виде драмы «Doktor Bahrdt mit der eisernen Stirn oder die deutsche Union gegen Zimmermann. 1790» и подписал это произведение фамилией барона Книгге, писателя, который был одним из противников Циммермана. Успех памфлета был необычайный, но подлог этот не прошел для Коцебу безнаказанно. Один из выведенных в памфлете лиц, ганноверский полицейский чиновник, подал в ганноверскую полицию жалобу с просьбой официально расследовать дело. Суд объявил награду в несколько сот талеров тому, кому удастся открыть настоящего автора памфлета. Коцебу понял, в какую неприятную историю он впутался и сначала решился на полупризнание. 18 августа (н. ст.) 1791 года он объявил, что, под влиянием дружбы своей с Циммерманом, он принимал участие в составлении памфлета, но что он совершенно непричастен ко всему тому, что касается Ганновера и выведенных в памфлете персонажей. Дальнейшие разоблачения он обещал сделать тогда, когда будут наказаны памфлетисты, годами преследовавшие Циммермана. Не желая признаться в авторстве и видя, что истина неминуемо откроется благодаря энергичным расследованиям, Коцебу решил уехать обратно в Россию. Этот скандал скомпрометировал Коцебу в глазах всей Германии, которая не простила ему его поступка, несмотря на публичное покаяние, принесенное им в брошюре «An das Publikum von A. von Kotzebue, 1794», которую он поручил раздавать бесплатно по всей Германии.
В 1795 году Коцебу вышел в отставку, и поселился, со второй женой в своем имении Фриденталь, в 40 верстах от Нарвы, и занимался творчеством. В 1798—1799 — секретарь императорского театра в Вене. Получив от императора ежегодную пенсию в тысячу флоринов, титул придворного поэта и разрешение поселиться, где ему угодно, с одним лишь обязательством отдавать венскому театру первенство в представлении своих новых произведений, сохраняя право ставить их в то же время и на других сценах, — Коцебу пропутешествовал весну 1799 г. по южной Германии, а в начале лета поселился на родине, в Веймаре.
10 апреля (н. ст.) 1800 года фон Коцебу выехал из Веймара в Россию для свидания с родственниками своей жены и детьми от первого брака, воспитывавшимися в Петербурге, но по Высочайшему повелению был арестован на границе, так как попал под подозрение, что он — «якобинец» и сослан в Сибирь. 30 мая 1800 года прибыл в Тобольск. Тобольский губернатор Д. Р. Кошелев определил местом жительства ссыльного город Курган Курганского округа Тобольской губернии. 11 июня 1800 года в сопровождении унтер-офицера Тюкашева отправлен из Тобольска в Курган, куда прибыл через 6 дней. Коцебу снял небольшой домик на Береговой улице (ныне ул. А. П. Климова) за 15 рублей в месяц. Вскоре император Павел I прочитал драму «Der alte Leibkutscher Peter des Dritten (Лейб-кучер Петра III)» в переводе Николая Краснопольского (СПб., 1800). Павел I был настолько восторжен, что 15 июня 1800 года помиловал Коцебу в срочном порядке и даже одарил поместьем в Лифляндии (на территории современной Эстонии) с четырьмя сотнями душ и пожаловал чин надворного советника. 7 июля 1800 года Коцебу в сопровождении нарочного Деева выехал из Кургана в Тобольск. В 1801 году поставлен во главе немецкого театра в Петербурге. Император приказал Коцебу перевести на немецкий язык свой вызов европейским государям, составленный им собственноручно на французском языке. Перевод понравился Императору и он пожаловал Коцебу табакерку с бриллиантами и поручил ему составить описание вновь выстроенного Михайловского дворца. После смерти императора Павла I надворный советник Коцебу вновь вышел в отставку и 29 апреля (н. ст.) 1801 выехал в Пруссию, поселился в Веймаре.
С 1802 года жил в Берлине, где выступал горячим противником романтизма и политических идеалов молодой Германии. Коцебу был назначен членом Прусской Академии Наук (Берлин) и получил за свои сочинения каноникат, связанный с материальными выгодами. С 1803 года издавал драматический альманах «Almanach dramatischer Spiele», который просуществовал 18 лет. В 1803 году Коцебу потерял свою вторую жену. В 1803 и 1804 годах он путешествовал по Франции, был в Лифляндии, где женился в третий раз, и оттуда проехал в Италию.
Редактировал еженедельник «Ernst und Scherz» (в 1803—1806 вместе с Гарлибом Меркелем). Издавая в Веймаре и Мангейме крайне реакционный «Литературный еженедельник» («Literarischen Wochenblatt»).

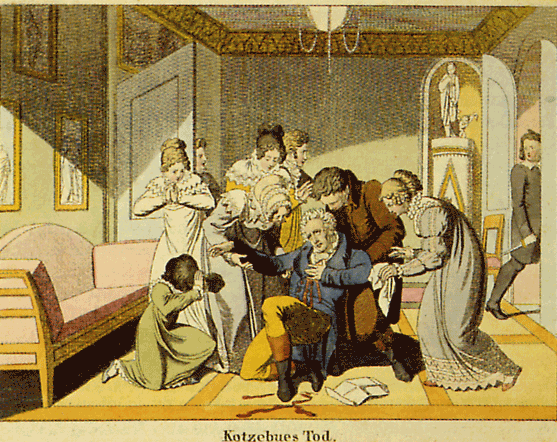
Смерть Коцебу (раскрашенная гравюра)

Во время подчинения Пруссии Наполеону Коцебу бежал в Россию. В 1813 году он последовал за русскими войсками и в 1814 году в Берлине издавал газету «Русско-немецкий народный листок». 4 (16) октября 1815 года избран в члены-корреспонденты Императорской Академии Наук (Санкт-Петербург). В 1816 году назначен русским генеральным консулом в Кёнигсберге. С 1817 года он состоял при министерстве иностранных дел в России и считался командированным в Германию, с содержанием в 15000 рублей в год, проживал в Веймаре. Будучи непопулярным человеком в Германии и подозреваемым в шпионаже в пользу России, он был принужден переселиться из Веймара в Мангейм
23 марта 1819 года заколот студентом Карлом Людвигом Зандом в городе Мангейме Великого герцогства Баден. По одной из версий, он убит за свою прорусскую деятельность. Косвенным образом к этому убийству была причастна организация немецкого студенчества — Буршеншафт. Это убийство послужило предлогом для запрета Буршеншафт и отказа от введения конституции в Пруссии и других германских государствах.

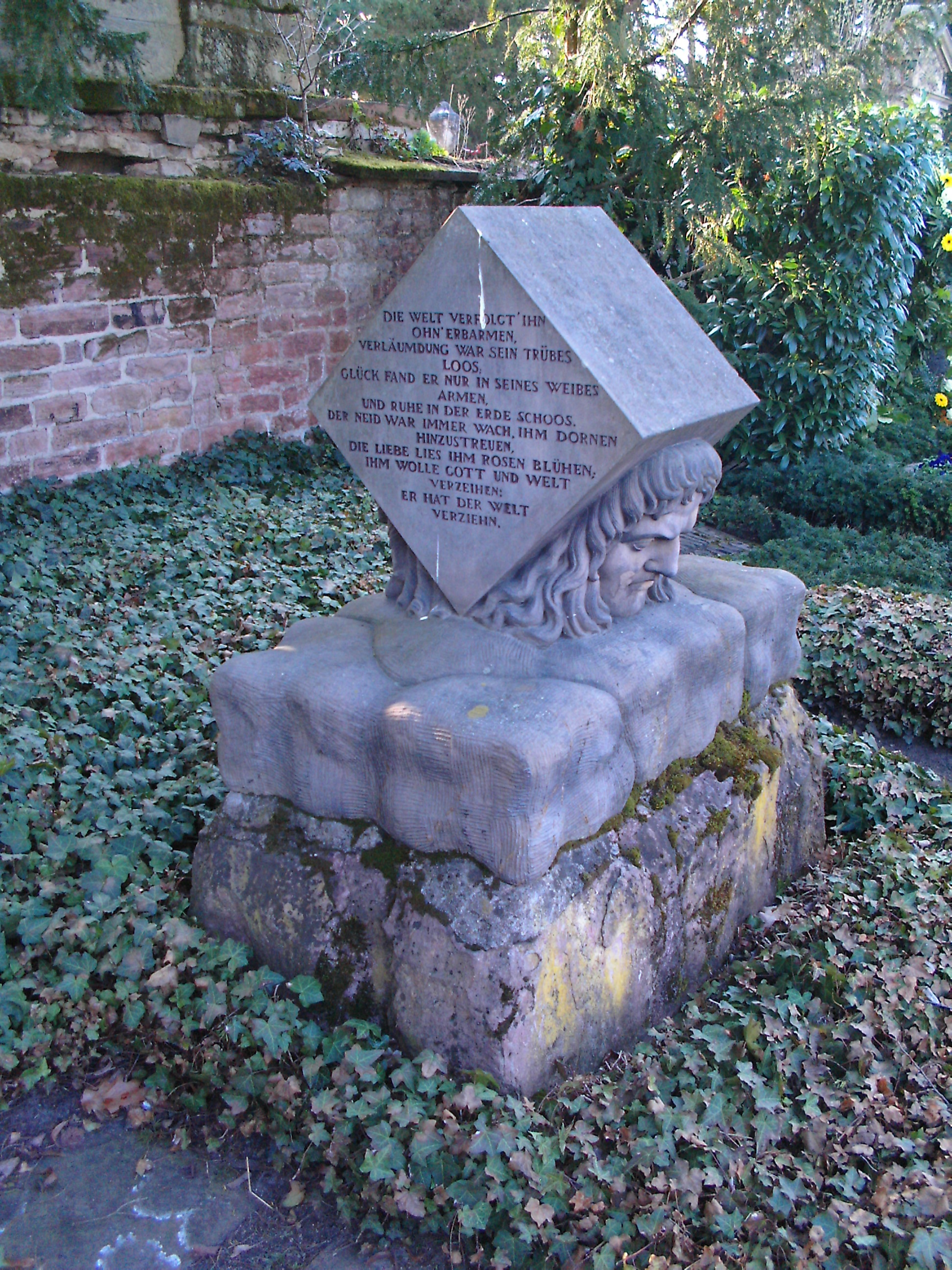
Могила Коцебу

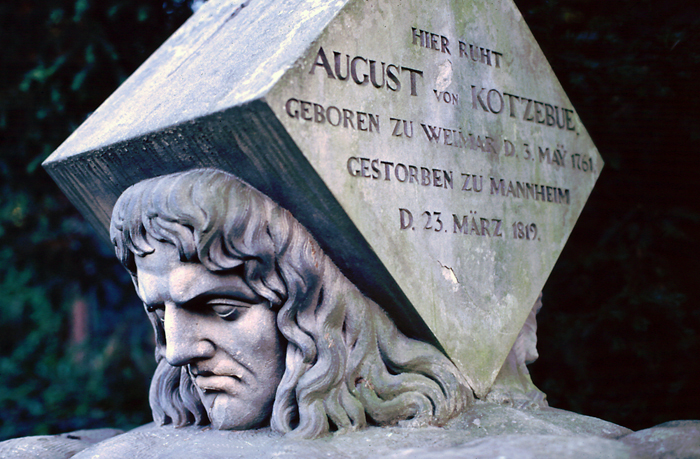
Деталь памятника на могиле Коцебу

А. Коцебу похоронен в городе Мангейм. На кладбище его могила находится на самом видном месте напротив ворот под надгробием, на котором выбита следующая надпись:
Мир безжалостно преследовал его,
клевета избрала его мишенью,
счастье он обретал лишь в объятиях жены,
а покой обрел лишь в смерти.
Зависть устилала путь его шипами,
Любовь — расцветшими розами.
Да простит его небо,
как он простил землю.
Свыше двадцати пьес А. Коцебу и повесть «Опасный заклад» перевёл на русский в начале XIX века Н. П. Краснопольский. Также часть пьес переводил в 1820-х гг. Ф. А. фон Эттингер. Имя Коцебу стало нарицательным для обозначения низкопробной драматургии, засилье которой на русской сцене в первой четверти XIX века вызывало протесты критиков и насмешки сатириков, а называлась она «коцебятиной». Интересно, что впоследствии сын А. Коцебу Павел служил начальником штаба командующего русской армии в Крыму М. Д. Горчакова, сына автора термина «коцебятина» Д. П. Горчакова, позже П. Е. Коцебу стал Новороссийским и Бессарабским, а затем - и Варшавским генерал-губернатором.
Август фон Коцебу оставил целый ряд интересных сочинений мемуарного жанра, среди которых наиболее известны записки об убийстве Павла I. Также написал 211 драматических произведений, 10 романов, 3 сборника рассказов, 2 сборника стихотворений, 5 исторических трудов, 4 автобиографических сочинения и 9 сочинений полемического характера, кроме того, им переведено пять сочинений с иностранных языков и в том числе стихотворения Г. Р. Державина; он был редактором и издателем 10 периодических изданий, значительная часть текста которых принадлежит его перу. 98 пьес Коцебу изданы в 28 томах (Лейпциг 1797—1823); полное собрание его сочинений вышло в 40 томах (Лейпциг 1840—41).

## Избранная библиография
- «Erzählungen» (Лейпциг, 1781)
- «Ich. Eine Geschichte in Fragmenten» (Эйзенах, 1781).
- Пьеса «Мизантропия и раскаяние» (Menschenhaas und Reue, пост. 1787, опубл. 1789).
- Комедия «Провинциалы» (Kleinstädter, 1802)
- Автобиографическая проза «Мое бегство в Париж зимой 1790 года» (Meine Flucht nach Paris im Winter 1790, 1791)
- Автобиографическая проза «О моем пребывании в Вене» (Über meinen Aufenthalt in Wien, 1799).
- Повесть «Опасный заклад»
- Древнейшая история Пруссии («Preussens ä ltere Geschichte», Рига, 1808—9).
- Коцебу А. Ф. Ф. фон. (Записки о Ф. О. Туманском) / Сообщ. Н. П. Барышников // Русская старина, 1873. — Т. 8. — Кн. 10. — С. 589—593. — Под загл.: Ф. О. Туманский. Цензорская его деятельность в 1800—1802 гг.
- Коцебу А. Ф. Ф. фон. Записки Августа Коцебу. Неизданное сочинение Августа Коцебу об императоре Павле I / Пер., примеч. А. Б. Лобанова-Ростовского // Цареубийство 11 марта 1801 года. Записки участников и современников. — Изд. 2-е. — Спб.: А. С. Суворин, 1908. — С. 315—423.
- Коцебу А. Ф. Ф. фон. К биографии императора Павла // Русский архив, 1870. — Изд. 2-е. — М., 1871. — Спб. 1960—1966.
- Коцебу А. Ф. Ф. фон. Краткое описание императорского Михайловского дворца 1801 года // Русский архив, 1870. — Изд. 2-е. — М., 1871. — Стб. 969—998.
- Die Indianer in England. Lustspiel in drey Aufzügen. Leipzig 1790
- Der weibliche Jacobiner-Clubb. Ein politisches Lustspiel in einem Aufzuge. Frankfurt und Leipzig 1791
- Armuth und Edelsinn. Lustspiel in drey Aufzügen. Leipzig 1795.
- Der Wildfang. Lustspiel in 3 Acten. Leipzig 1798
- Die Unglücklichen. Lustspiel in einem Akte. Leipzig 1798
- Der hyperboräische Esel oder Die heutige Bildung. Ein drastisches Drama und philosophisches Lustspiel für Jünglinge. In einem Aufzuge. Leipzig Mai 1799
- Ueble Laune. Lustspiel in 4 Acten . Leipzig 1799
- Das Epigramm. Lustspiel in 4 Akten. Leipzig 1801
- Das neue Jahrhundert. Eine Posse in einem Akt. Leipzig 1801.
- Der Besuch, oder die Sucht zu glänzen. Lustspiel in 4 Akten. Leipzig 1801
- Die beiden Klingsberg. Lustspiel in 4 Akten. Leipzig 1801
- Die deutschen Kleinstädter. Lustspiel in 4 Akten. Leipzig 1803
- Der Wirrwarr, oder der Muthwillige. Posse in vier Akten. Leipzig 1803
- Der todte Neffe. Lustspiel in einem Akt. Leipzig 1804
- Der Vater von ohngefähr. Lustspiel in einem Akt. Leipzig 1804
- Pagenstreiche. Posse in 5 Aufzügen. Leipzig 1804
- Blinde Liebe. Lustspiel in drey Akten. Leipzig 1806
- Das Geständnis, oder die Beichte. Ein Lustspiel in einem Akt. Berlin 1806
- Die Brandschatzung. Ein Lustspiel in Einem Akt. Leipzig 1806
- Die gefährliche Nachbarschaft. Ein Lustspiel in Einem Akt. Wien 1806
- Die Organe des Gehirns. Lustspiel in drey Akten. Leipzig 1806
- Der Citherschläger und das Gaugericht. Ein altdeutsches Lustspiel in zwei Acten. Leipzig 1817
- Der Deserteur. Eine Posse in einem Akt. Wien 1808
- Die Entdeckung im Posthause oder Das Posthaus zu Treuenbrietzen. Lustspiel in einem Akt. Wien 1808
- Das Intermezzo, oder der Landjunker zum erstenmale in der Residenz. Lustspiel in 5 Akten. Leipzig 1809
- Der häusliche Zwist. Lustspiel [in einem Aufzuge]. Riga 1810
- Der verbannte Amor, oder die argwöhnischen Eheleute. Lustspiel in 4 Akten. Leipzig 1810
- Des Esels Schatten oder der Proceß in Krähwinkel. [Eine Posse in einem Akt]. Riga 1810
- Die Zerstreuten. Posse in 1 Akt. Riga 1810
- Blind geladen. Lustspiel in einem Akt. Leipzig 1811
- Das zugemauerte Fenster. Lustspiel in einem Akt. Leipzig 1811
- Die Feuerprobe. Lustspiel in Einem Akt. Leipzig 1811
- Max Helfenstein. Lustspiel in 2 Akten. Leipzig 1811
- Pachter Feldkümmel von Tippelskirchen. Fastnachtsposse in 5 Akten. Leipzig 1811
- Die alten Liebschaften. Lustspiel in Einem Akt. Leipzig
- Das getheilte Herz. Lustspiel [in einem Aufzuge]. Riga 1813
- Zwei Nichten für Eine. Lustspiel in zwei Acten. Leipzig 1814
- Der Rehbock, oder die schuldlosen Schuldbewußten. Lustspiel in 3 Acten. Leipzig 1815
- Der Shawl. Ein Lustspiel in Einem Akt. Leipzig 1815
- Die Großmama. Ein Lustspiel in einem Aufzuge. Leipzig 1815
- Der Educationsrath. Ein Lustspiel in einem Aufzuge. Leipzig 1816
- Bruder Moritz, der Sonderling, oder die Colonie für die Pelew-Inseln. Lustspiel in drey Aufzügen. Leipzig 1791
- Der gerade Weg der beste. Lustspiel in Einem Act. Leipzig 1817
- Die Bestohlenen. Ein Lustspiel in Einem Act. Leipzig 1817
- Die Quäker. Dramatische Spiele zur geselligen Unterhaltung Leipzig 1812
- Der alte Leibkutscher Peter des Dritten. Eine wahre Anekdote. Schauspiel in 1 Akte. Leipzig 1799
- Der arme Poet. Schauspiel in einem Act. Riga 1813
- Bayard, oder der Ritter ohne Furcht und ohne Tadel. Schauspiel in 5 Akten. Leipzig 1801
- Die barmherzigen Brüder. Nach einer wahren Anekdote. Schauspiel in einem Akt. (in Knittelversen). Berlin 1803
- Die Corsen. Schauspiel in 4 Akten. Leipzig 1799
- Die deutsche Hausfrau. Ein Schauspiel in drey Akten. Leipzig 1813
- Die Erbschaft. Schauspiel in einem Akt. Wien 1808
- Falsche Scham. Schauspiel in 4 Akten. Leipzig 1798
- Graf Benjowsky oder die Verschwörung auf Kamtschatka. Ein Schauspiel in fünf Aufzügen. Leipzig 1795
- Der Graf von Burgund. Schauspiel in 5 Akten. Leipzig 1798
- Gustav Wasa. Schauspiel in 5 Akten. Leipzig 1801
- Der Hahnenschlag. Schauspiel in Einem Akt. Berlin 1803
- Des Hasses und der Liebe Rache. Schauspiel aus dem spanischen Kriege in fünf Acten. Leipzig 1816
- Hugo Grotius. Schauspiel in 4 Akten. Leipzig 1803
- Die Hussiten vor Naumburg im Jahr 1432. Ein vaterländisches Schauspiel mit Chören in fünf Acten. Leipzig 1803
- Johanna von Montfaucon. Romantisches Gemälde aus dem 14. Jh. in 5 Akten. Leipzig 1800
- Das Kind der Liebe, oder: der Straßenräuber aus kindlicher Liebe. Schauspiel in 5 Akten. Leipzig 1791
- Die kleine Zigeunerin. Schauspiel in 4 Akten. Leipzig 1809
- Der Leineweber. Schauspiel in einem Aufzug. Wien 1808
- Lohn der Wahrheit. Schauspiel in 5 Akten. Leipzig 1801
- Menschenhass und Reue. Ein Schauspiel in 5 Aufzügen. Berlin 1789
- Octavia. Trauerspiel in 5 Akten [(in fünffüßigen Jamben)]. Leipzig 1801
- Der Opfer-Tod. Schauspiel in 3 Akten. 1798
- Der Papagoy. Ein Schauspiel in drey Akten. Frankfurt und Leipzig 1792
- Die Rosen des Herrn von Malesherbes. Ein ländliches Gemälde in einem Aufzuge. Riga 1813
- Rudolph von Habsburg und König Ottokar von Böhmen. Historisches Schauspiel in 6 Acten. Leipzig 1816
- Das Schreibepult, oder die Gefahren der Jugend. Schauspiel in 4 Akten. Leipzig 1800
- Der Schutzgeist. Eine dramatische Legende in 6 Acten nebst einem Vorspiele. Leipzig 1815
- Die silberne Hochzeit. Schauspiel in 5 Akten. Leipzig 1799
- Die Sonnenjungfrau. Ein Schauspiel in 5 Akten. Leipzig 1791 (zum ersten Male aufgeführt auf dem Liebhabertheater zu Reval am 19. Decbr. 1789).
- Die Spanier in Peru oder Rolla’s Tod. Romantisches Trauerspiel in fünf Akten. Leipzig 1796
- Die Stricknadeln. Schauspiel in 4 Akten. Leipzig 1805
- Ubaldo. Trauerspiel in fünf Akten. Leipzig 1808
- Die Unvermählte. Drama in vier Aufzügen. Leipzig 1808
- Die Versöhnung. Schauspiel in 5 Akten. Leipzig 1798
- Die Verwandtschaften. Schauspiel in 5 Akten. Leipzig 1798
- Die Wittwe und das Reitpferd. Eine dramatische Kleinigkeit [in einem Akt]. Leipzig 1796
- Don Ranudo de Colibrados. Lustspiel in 4 Akten. Leipzig 1803
- Fanchon, das Leyermädchen. Vaudeville in 3 Akten. Leipzig 1805
- Die französischen Kleinstädter. Lustspiel in 4 Akten. Leipzig 1808
- Der Mann von vierzig Jahren. Lustspiel in einem Aufzug. Leipzig 1795
- Die neue Frauenschule. Lustspiel in drey Akten. Leipzig 1811
- Der Schauspieler wider Willen. Lustspiel in einem Akt. Leipzig 1803
- Der Taubstumme, oder: der Abbé de l’ Épée. Historisches Drama in 5 Akten. Leipzig 1800
- Der Westindier. Lustspiel in 5 Acten. Leipzig 1815

## Семья
- 1 жена (с 1785)  Фредерика Юлия Эссен (дочь генерала русской службы Р.-В. Эссена; 16 августа 1763, Ревель — 26 ноября 1790, Веймар)
  - Сын Вильгельм Фридрих (12 мая 1785, Ревель — 1813, Полоцк)
  - Сын Отто (17 (30) декабря 1787, Ревель — 3 февраля 1846, Ревель), женат на Амели Цвейг (1798–1873)
  - Сын Маврикий (30 апреля 1789, Ревель — 22 февраля 1861, Варшава), женат на Элен фон дер Ховен (1804–1877)
  - Дочь Каролина Фридерика Элен (11 ноября 1790, Веймар — ?)
- 2 жена (с 1794) Кристина Гертруда фон Крузенштерн (25 апреля 1769, Ревель — 8 августа 1803, Берлин)
  - Дочь Амалия Софи Фридерика Генриетта (27 апреля 1795, Ревель — 8 сентября 1866)
  - Дочь Элизабет Эмилия (21 марта 1797 — 2 сентября 1866, Ревель)
  - Сын Август Юлиус (7 июня 1799, Йена — 16 апреля 1876, Ревель)
  - Сын Павел (10 августа 1801, Берлин — 19 апреля 1884, Ревель)
  - Дочь Луиза (21 мая 1803 — 2 февраля 1804)
- 3 жена (с 1804) Вильгельмина Фридерика фон Крузенштерн (30 июля 1778, Лоху — 22 января 1852, Гейдельберг)
  - Сын Карл Фердинанд Константин Вальдемар (13 октября 1805, Ярлепа — 9 июля 1896, Таормина), действительный статский советник[6]
  - Сын Адам Фридрих Людвиг (10 октября 1806 — 31 марта 1807)
  - Сын Фридрих Вильгельм (11 декабря 1808, Шварцен — 20 июля 1880, Тифлис)
  - Сын Георг Отто (13 апреля 1810, Шварцен — 15 мая 1875, Дрезден)
  - Дочь Вильгельмина Фридерика (в замужестве фон Крузенштерн, 30 ноября 1812, Ревель — 7 марта 1851, Баден-Баден)
  - Сын Вильгельм (Василий) (7 марта 1813, Ревель — 24 октября 1887, Ревель)
  - Сын Александр Фридрих Вильгельм Франц Фердинанд (28 мая (9 июня) 1815, Кёнигсберг — 12 (24) августа 1889, Мюнхен)
  - Сын Эдуард (11 января 1819, Мангейм — 19 октября 1852, Кутаис)

## Увековечение памяти
В Таллине есть улица, названная в честь Августа фон Коцебу.